# Stanisław Kostka Potocki

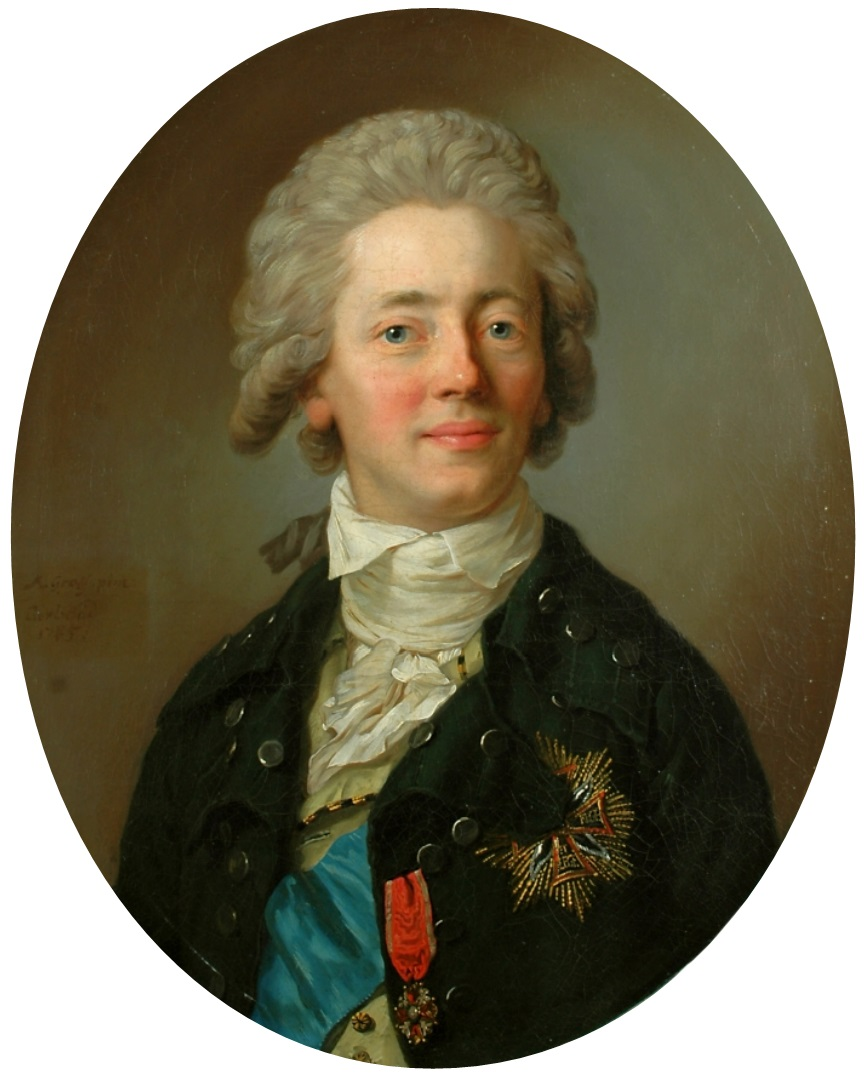
Stanisław Kostka Potocki (1785)

Stanislaw Kostka Potocki, född 1755 i Lublin, död 14 september 1821 i Wilanów, var en polsk greve av ätten Potocki. Han var bror till Ignacy Potocki.
Potocki var brodern Ignacys främste medhjälpare i befrielseverket samt utnämndes 1815 efter Polens förening med Ryssland till kyrko- och undervisningsminister. Han visade sig som en framstående estetiker i sin bearbetning av Johann Joachim Winckelmanns konsthistoria (1815) och i sitt arbete över vältalighet och stil (samma år). 